# Компактифікація Стоуна — Чеха
Компактифікація Стоуна — Чеха (також стоун-чехівська або чех-стоунова компактифікація) — максимальна компактифікація цілком регулярного топологічного простору.
Компактифікація Стоуна — Чеха простору {\displaystyle X} зазвичай позначається як {\displaystyle \beta X}.

## Конструкція
Позначимо через {\displaystyle A} множину всіх неперервних функцій {\displaystyle \alpha \colon X\to [0,1]}.
Можна перевірити, що відображення {\displaystyle F:X\to [0,1]^{A}} (тихонівський куб), визначене рівністю
{\displaystyle x\mapsto (\alpha (x))_{\alpha \in A}},
є гомеоморфізмом {\displaystyle X} на свій образ {\displaystyle F(X)\subset [0,1]^{A}}. Замикання {\displaystyle F(X)} у {\displaystyle [0,1]^{A}} і буде шуканою компактифікацією.

## Властивості
- Будь-яка неперервна функція {\displaystyle f\colon X\to I=[0,1]} продовжується до неперервної функції {\displaystyle {\tilde {f}}\colon \beta X\to I}.
- Будь-яке неперервне відображення {\displaystyle f\colon X\to Y} у компактний гаусдорфів простір {\displaystyle Y} продовжується до неперервного відображення {\displaystyle {\tilde {f}}\colon \beta X\to Y}.

## Історія
Конструкцію компактифікації вперше розглянув Андрій Миколайович Тихонов 1930 р. 1937 року її чітко описали Маршалл Стоун й Едуард Чех. 